# سیمپور
سیمپور (به پرتغالی: Cimpor) مختصر شده سیمان پرتغال؛ شرکت مصالح ساختمانی پرتغالی است، که به‌عنوان بزرگترین تولیدکننده سیمان در کشور پرتغال شناخته می‌شود و هجدهمین تولید کننده بزرگ سیمان در جهان است.
این شرکت دارای عملیات در ۱۱ کشور پرتغال، اسپانیا، مراکش، برزیل، تونس، ترکیه، کاپ ورد، موزامبیک، جمهوری خلق چین، مصر و آفریقای جنوبی می‌باشد.
شرکت سیمپور در سال ۱۹۷۶ تأسیس شد. تولیدات این شرکت شامل ملات، بتن، سیمان و سنگدانه است و کارخانجات تولیدی آن در پرتغال، در شهرهای کویمبرا، ویلا فرانکا د شیرا، لوله و فیگوئرا دافوش مستقر می‌باشند.
دفتر مرکزی شرکت سیمپور در شهر لیسبون، پرتغال قرار دارد و بخشی از سهام آن در بازار بورس یورونکست لیسبون معامله می‌شود.